# Honkens trofé
Honkens trofé je švédské ocenění udělované v Svenska hockeyligan pro nejlepšího brankáře, kterého vybírá EventHouse a Kamratföreningen Hockeyjournalisterna. Cena byla poprvé udělena v roce 2002. Název nese po bývalém švédském brankáři Leifu Holmqvistovi, který byl přezdíván "Honken".

## Držitelé
| Ročník                      | Vítěz            | Mužstvo               |
| --------------------------- | ---------------- | --------------------- |
| 2001–2002                   | Stefan Liv       | HV71                  |
| 2002–2003                   | Henrik Lundqvist | Västra Frölunda HC    |
| 2003–2004                   | Henrik Lundqvist | Västra Frölunda HC    |
| 2004–2005                   | Henrik Lundqvist | Frölunda HC           |
| 2005–2006                   | Johan Holmqvist  | Brynäs IF             |
| 2006–2007                   | Erik Ersberg     | HV71                  |
| 2007–2008                   | Daniel Larsson   | Djurgårdens IF        |
| 2008–2009                   | Johan Holmqvist  | Frölunda HC           |
| 2009–2010                   | Jacob Markström  | Brynäs IF             |
| 2010–2011                   | Viktor Fasth     | AIK                   |
| 2011–2012                   | Viktor Fasth     | AIK                   |
| 2012–2013                   | Gustaf Wesslau   | HV71                  |
| 2013–2014                   | Linus Ullmark    | MODO Hockey           |
| 2014–2015                   | Joel Lassinantti | Luleå HF              |
| 2015–2016                   | Lars Johansson   | Frölunda HC           |
| 2016–2017                   | Oscar Alsenfelt  | Malmö Redhawks        |
| 2017–2018                   | Viktor Fasth     | Växjö Lakers HC       |
| 2018–2019                   | Adam Reideborn   | Djurgårdens IF Hockey |
| 2019–2020                   | neuděleno        |                       |
| 2020–2021                   | Viktor Fasth     | Växjö Lakers HC       |
| 2021–2022                   | Jhonas Enroth    | Örebro HK             |
| 2022–2023                   | Linus Söderström | Skellefteå AIK        |
| 2023–2024                   | Lars Johansson   | Frölunda HC           |
| Zdroj na eliteprospects.com |                  |                       |